# Cazaji
Cazaji är en ort i Angola.   Den ligger i provinsen Lunda Sul, i den centrala delen av landet, 900 kilometer öster om huvudstaden Luanda. Cazaji ligger 1 188 meter över havet och antalet invånare är 4 764.
Terrängen runt Cazaji är platt. Runt Cazaji är det mycket glesbefolkat, med 2 invånare per kvadratkilometer.. Det finns inga andra samhällen i närheten. 
I omgivningarna runt Cazaji växer huvudsakligen savannskog.